# Pierre Richer
Pierre Richer ou Pierre Richier, né en 1506 et mort en 1580, est un pasteur protestant et calviniste qui accompagna l'expédition de Nicolas Durand de Villegagnon pour évangéliser les autochtones du Brésil dans la colonie de la France antarctique.

## Biographie

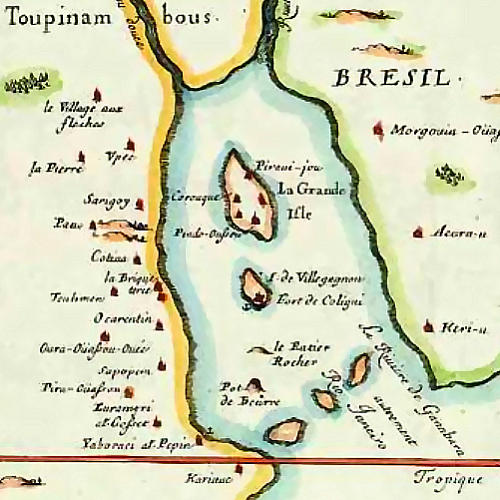
Carte de la France Antarctique.

Pierre Richer ou Rochier a d'abord été ordonné carme de l'Ordre du Carmel d'Albi. Il fut membre d'un couvent à Paris. Il devint adepte de l'église réformée et émigra à Genève quand il quitta l'ordre du Carmel.
Choisi par Calvin pour évangéliser la colonie, Pierre Richer, à l'âge de cinquante ans, accompagna avec un autre pasteur, Guillaume Chartier, jeune étudiant de théologie de Genève, le gentilhomme Philippe de Corguilleray, qui avait été sollicité par Gaspard de Coligny pour venir en aide à l'amiral Nicolas Durand de Villegagnon qui lui demandait de l'aide afin de peupler la petite colonie française de Fort Coligny situé dans la France antarctique au Brésil.  
L'expédition fut mise sur pied par Philippe de Corguilleray, avec à son bord les deux pasteurs. Outre ces deux personnes, faisait partie de l'expédition Jean de Léry – qui fera plus tard un récit de son voyage, en tout une quinzaine de personnes partant de Genève pour rejoindre le port du Havre pour embarquer, avec quelque trois cents émigrants protestants, à destination du Brésil. 
L'expédition fut financée par Gaspard de Coligny et Villegagnon et prit le départ le 19 novembre 1556. L'expédition arriva dans la baie de Guanabara le 7 mars 1557. Les émigrants débarquèrent sur l'île de Coligny ou s'élevait le fort Coligny.
Villagagnon se heurta rapidement à Philippe de Corguilleray, qui contestait son autorité et prit la tête des huguenots contre les catholiques français du fort Coligny. Pierre Richer s'opposa à la vision religieuse de Villegagnon pour qui le corps et le sang du Christ sont réellement enfermés dans le pain et le vin, or le pasteur Richer défendait une conception symboliste. 
Finalement la querelle s'envenima entre une partie des colons fidèle à Villegagnon et ceux qui soutenaient Corguilleray et le pasteur Richer. Ces derniers finirent par quitter le fort et s'installèrent sur la terre ferme avec une partie des colons protestants, parmi les indigènes Topinambous.
Le 4 janvier 1558, Pierre Richer s'embarqua pour la France avec d'autres Huguenots. Ils arrivèrent au port du Blavet en Bretagne le 26 mai 1558. 
Pierre Richer fut ensuite ministre de l'église réformée de La Rochelle.
En 1561, il publia un ouvrage à charge contre Villegagnon et sa façon de gérer la colonie de la France Antarctique, intitulé "réfutation Des resveries folles, blasphème excecrable, erreurs et mensonges de Nicolas Durand, Qui se Nomme Villagagnon", qui devint dans les éditions ultérieures "Réfutation des folles rêveries et mensonges de Nicolas Durand, chevalier de Villegagnon".
En 1562, il s'opposa violemment à travers ses prêches à l'édit de janvier 1562, dit édit de tolérance que Catherine de Médicis fait signer au roi Charles IX, alors âgé de 12 ans. Cet édit de tolérance de Saint-Germain reconnaît officiellement aux protestants le droit de s'assembler pour leur culte dans les faubourgs des villes et à la campagne. Dans un contexte très tendu où chaque camp, catholique comme protestant se prépare à l'affrontement, cet édit  montre le désir de conciliation de la régente et de son chancelier.
Pierre Richer ou Richier meurt en 1580 à La Rochelle.